# 3339 Treshnikov
3339 Treshnikov eller 1978 LB är en asteroid i huvudbältet som upptäcktes den 6 juni 1978 av den tjeckiske astronomen Antonín Mrkos vid Kleť-observatoriet i Tjeckien. Den är uppkallad efter den sovjetiske polarforskaren Aleksej Trjosjnikov.
Asteroiden har en diameter på ungefär 33 kilometer.